# Бакбактинський сільський округ
Бакбакти́нський сільський округ (каз. Бақбақты ауылдық округі, рос. Бакбактинский сельский округ) — адміністративна одиниця у складі Балхаського району Алматинської області Казахстану. Адміністративний центр — село Бакбакти.
Населення — 3961 особа (2021; 4048 у 2009, 4089 у 1999, 4593 у 1989).
Станом на 1989 рік існувала Бакбактинська сільська рада (села Акжар, Бакбакти).

## Склад
До складу округу входять такі населені пункти:
| Населений пункт | Стара назва | Населення, осіб (1989) | Населення, осіб (1999) | Населення, осіб (2009) | Населення, осіб (2021) |
| --------------- | ----------- | ---------------------- | ---------------------- | ---------------------- | ---------------------- |
| Акжар, село     | -           | 72                     | -                      | -                      | -                      |
| Бакбакти, село  | -           | 4521                   | 4089                   | 4048                   | 3961                   |